# 26382 Charlieduke
26382 Charlieduke este o planetă minoră (asteroid), cu un diametru de 22,946 km, din centura de asteroizi. A fost descoperită pe 8 iunie 1999 la Stația Anderson Mesa de Lowell Observatory Near-Earth-Object Search. 
Obiectul prezintă o orbită caracterizată de o semiaxă mare de 3,1649443 UAi, o excentricitate de 0,14, o înclinație de 21,16912 ° în raport cu ecliptica.